# 士壟
士壟（1898年5月16日—1959年1月14日），加拿大卑詩省律師、法官及政治人物，卑詩自由黨籍。
他出生於卑詩省納奈莫，就讀於維多利亞及溫哥華，曾任皇家飛行隊及皇家空軍的飛行員及教官。1918年結婚。1921年獲認許為大律師，1921至1933年在溫哥華執業。1933年當選為卑詩省省議會議員，代表溫哥華中心選區，並任卑詩省律政廳長。1937年4月辭去省內閣及議會職務並轉任卑詩省上訴法院法官，1944年獲委任為上訴法院首席法官，1957年12月辭去上訴法院職務並轉任省府林業顧問。1958年11月突發心臟病，次年1月因併發症不治逝世，享壽60歲。